# گویش طوریه
گویش طوریه یکی از گونه‌های زبان آرامی است که آشوریان شرق ترکیه و شمال‌شرقی سوریه بدان صحبت می‌کنند.این گویش بسیار شبیه به مندایی است.طوریه یا سرتو را در غرب با عناوینی چون مارونی یا یعقوبی می‌شناسند.گویشوران این زبان گرایش به استفاده از لغات کوتاه دارند.

## نمونه‌ها
| فارسی                           | گویش طوریه                  |
| ------------------------------- | --------------------------- |
| سلام (حالت چطور است؟ مذکر/مونث) | Shlomo (aydarbo-hit / hat?) |
| من خوبم                         | Tawwo no / Tawto no         |
| نامت چیست؟ مونث/مذکر            | Minyo ishmux / ishmax?      |
| نام من ___ است                  | Ishmi ____ yo               |